# Västlig tofsbärfågel
Västlig tofsbärfågel (Paramythia olivacea) är en fågelart i familjen bärfåglar inom ordningen tättingar.

## Utbredning och systematik
Fågeln förekommer på västra och västcentrala Nya Guinea i Weylandbergen och Snowbergen. Den behandlas traditionellt som underart till Paramythia montium, men urskiljs sedan 2016 som egen art av Birdlife International och IUCN, sedan 2021 även av tongivande International Ornithological Congress (IOC).

## Status och hot
Arten har ett stort utbredningsområde, men tros minska i antal, dock inte tillräckligt kraftigt för att den ska betraktas som hotad. Internationella naturvårdsunionen IUCN listar arten som livskraftig (LC).